# Landgericht Mehlauken
Das Landgericht Mehlauken (bis 1847: Justizamt Mehlauken) war 1822 bis 1849 ein preußisches Land- und Stadtgericht mit Sitz in Mehlauken.

## Geschichte
Die Justizämter in Ostpreußen waren für die Staatsdomänen zuständig. 1822 wurde das Justizamt Mehlauken mit dem reformierten Kirchamt Spannegeln verbunden und 1847 in das Landgericht Mehlauken umgewandelt. Das Justizamt Mehlauken war ein Gericht 2. Klasse im Sprengel des Oberlandesgerichts Königsberg.
1837 umfasste der Gerichtsbezirk 93 Ortschaften mit 12.074 Gerichtseingesessenen. Am Gericht waren ein Justizamtmann, ein Assessor und vier Mitarbeiter beschäftigt.
Nach der Märzrevolution wurden 1849 einheitlich Kreisgerichte gebildet. In Mehlauken entstand die Gerichtskommission Mehlauken des Kreisgerichts Labiau.